# 商用オフザシェルフ
商用オフザシェルフ（しょうようオフザシェルフ、英語: Commercial Off-The-Shelf、COTS（コッツ））とは、既製品で販売やリースが可能となっているソフトウェア製品やハードウェア製品、または一般向けにライセンス提供されるものを採用することである。
特定の情報システムのための開発や政府向けの開発の対義語として使われる。調達と保守におけるコスト削減のため、多くの企業や政府がCOTSの採用を積極的に行いつつある。しかし、COTSソフトウェアの仕様は使用者の制御下にないため、予期しない仕様変更を恐れて採用をためらう場合もある。
一般にライセンス提供されるオープンソースのソフトウェアもCOTSであるが、ソースコードを入手可能であるため、制御を失う恐れはない。
COTS製品を使う動機は、システム開発全体のコスト削減と既製品の採用による開発期間の短縮である。ソフトウェアの開発費用が増大を続けている現状では、これは有効な手段である。
以上のような理由から、1990年代、COTSは銀の弾丸（完璧な解決法）と考えられていたが、COTSを利用した開発には様々な問題があることも明らかとなってきた。開発費用と開発期間は確かに削減されるが、サードパーティーの製品への依存関係の問題やインテグレーション費用の増大という新たな問題が生じている。

## COTSの軍事利用
近年、COTSの軍事利用で注目されているのが兵器開発である。一から開発する事が多く、コストが嵩みやすい軍事兵器の開発で、構成品の一部にCOTSを用いる事により、ライフサイクルコストを含むコストと開発期間を削減するという目的があり、採用例が増えている。
一例として、イギリス海軍のアスチュート級原子力潜水艦に搭載されるコンピュータのハードウェアは、CPUにインテル製Pentium 4（クロック周波数2.8 GHz）を搭載し、メモリ容量は1 GB、OSはWindows 2000、ディスプレイは18インチの液晶ディスプレイ（Matrox製ビデオカードによるDVI接続）であり、すなわち完全なCOTSである。もちろんそのWindows 2000上で動くソフトウェア（ミサイルや魚雷の発射やレーダーの処理など）は軍用に新たに作られたものではあるが、それでも軍用コンピューター全体を新たに作るよりコストも期間も少なくて済む。
日本の自衛隊では特に国内の車両開発が発達しているため、採用する車両にはCOTSの恩恵を受けることが出来、特に輸送車両を中心にCOTS化が進んでいる（例えば74式特大型トラックの場合三菱ふそう・スーパーグレートやザ・グレートをベースに改造しており、96式装輪装甲車もエンジンが三菱ふそうのスーパーグレート用エンジン6D40をベースとしたエンジンを採用している）。また、10式戦車もCOTSを用いており、90式戦車より安価となっている。また、情報システムなど他の装備品においても民生品（COTS品）の導入が盛んに行われている。
昔から広範に、民生のトラックや四輪駆動車に迷彩やボディ補強を施し、軍用車両として使うことが行われている（テクニカルなど）。こうしたケース（デュアルユース）もあるため、単純に「武器であるかそうでないか」という区分けは難しい。COTSと武器輸出規制が対立するケースもある。